# Colonia Francisco I. Madero, Ixtlahuaca
Colonia Francisco I. Madero är en ort i Mexiko, tillhörande kommunen Ixtlahuaca i den västra delen av delstaten Mexiko. Orten hade 352 invånare vid folkräkningen 2010.